# Chariesthes ertli
Chariesthes ertli är en skalbaggsart som först beskrevs av Aurivillius 1913.  Chariesthes ertli ingår i släktet Chariesthes och familjen långhorningar.
Artens utbredningsområde är Angola. Inga underarter finns listade i Catalogue of Life.